# A Virgem, o Menino e Anjos (Gregório Lopes)
A Virgem, o Menino e Anjos é uma pintura a óleo sobre madeira de carvalho, de c. 1536 - 1539, do pintor português do Renascimento Gregório Lopes (c. 1490-1550), obra proveniente do Convento de Cristo, em Tomar e que está actualmente no Museu Nacional de Arte Antiga de Lisboa.
A pintura é uma representação simbólica do culto mariano surgindo a Virgem Maria com o Menino Jesus em primeiro plano rodeados pelos anjos.

## Descrição
A Virgem Maria está vestida de azul escuro que contrasta com o cabelo louro que lhe cobre os ombros tendo um manto púrpura descaído lateralmente sobre o assento e a vegetação. Tem na mão direita um livro aberto e pousa a  esquerda sobre a cabeça do Menino Jesus que está semi-ajoelhado a seus pés e que brinca com um dos três anjos que estão no lado direito. Os dois anjos da parte esquerda do quadro cantam, estando um deles a tocar alaúde.
Em segundo plano, perto de uma fonte de inspiração italiana decorada por pequenas esculturas, de que se destaca, no topo, um cupido, símbolo pagão do amor cristão. Este cenário alegre e bucólico é acentuado, pela inserção de alguns apontamentos naturalistas, como os cestos de frutos (maçãs, uvas, figos, pêras) ou o arvoredo exuberante do jardim que conduz a um casario vedado por uma cancela e uma sebe. Junto da fonte alguns anjos tangem instrumentos musicais:  cordofone dedilhado não identificado, rabeca, alaúde e sanfona.
Alguns dos elementos inseridos pelo pintor têm um significado simbólico. Os lírios brancos, sinónimo de pureza, virgindade e inocência, e o caracol, símbolo da fertilidade e da regeneração periódica, estão relacionados com o culto mariano. Já a representação de frutos como a maçã (símbolo de Cristo enquanto Novo Adão), as uvas (ligadas ao vinho, representam o sangue de Cristo), os figos (que, tal como a maçã, é o fruto da Árvore da Ciência do Bem e do Mal), e uma pêra (relacionada com o amor de Cristo pela Humanidade), constituem claras referências cristológicas.

## História
A Virgem, o Menino e Anjos esteve colocado num dos altares da Charola do Convento de Cristo em Tomar,  (Torre do Tombo, Convento de Cristo, 23, fls. 187v., 188 e 196), o qual esteve em Tomar, de Setembro de 1536 a Abril de 1539, a trabalhar nalguns retábulos destinados à Charola do dito convento.
Em 1903, Sousa Viterbo publicou um recibo assinado por Gregório Lopes datado de Setembro de 1536 que comprova que este pintor régio tinha sido encarregado de pintar vários retábulos para os altares pequenos da Charola do Convento de Cristo em Tomar e para a capela de Nossa Senhora, também em Tomar, obras pelas quais cobrou a quantia de 68.000 réis. Este documento diz respeito aos painéis "Santo António pregando aos Peixes" e "São Bernardo", que permanecem na Charola, e ao "Martírio de São Sebastião" e "A Virgem, O Menino e Anjos", que estão actualmente no Museu Nacional de Arte Antiga, em Lisboa.
O hermetismo do quadro e o seu forte conteúdo simbólico situam-no na corrente Maneirista, da qual Gregório Lopes foi um dos principais representantes em Portugal.

### Ligação externa
- Página oficial do Museu Nacional de Arte Antiga